# جامعة العلوم والتكنولوجيا محمد بوضياف (وهران)
جامعة العلوم والتكنولوجيا محمد بوضياف هي جامعة جزائرية تقع بمدينة وهران غرب البلاد. تمتد الجامعة على مساحة 13 هكتار تقع في الجهة الشرقية لمدينة وهران.

## كليات ومعاهد الجامعة
تمتلك الجامعة سبع كليات ومعهد وهي:
- كلية الكيمياء
- كلية الفيزياء
- كلية الرياضيات وعلوم الحاسبات
- كلية العلوم الطبيعية والحياة
- كلية الهندسة المعمارية والهندسة المدنية
- كلية الهندسة الكهربائية
- كلية الهندسة الميكانيكية
- معهد للرياضة